# ماريا فيكتوريا دي لا كروز
ماريا فيكتوريا دي لا كروز (1916 - 30 نوفمبر 1999) أخصائية أمراض قلب وأخصائية أجنة كوبية مكسيكية، لعبت دورًا أساسيًا في وصف تطور القلب البشري [الإنجليزية] في الرحم، كما استخدمت مبادئ علم الأجنة وعلم الأحياء التطوري لتصنيف أمراض القلب الخلقية المُعقدة.